# 한국전자부품전
한국 전자 부품전(Korea Electronic Parts & Equipment Show)은 2002년부터 시작된 박람회이다. 줄여서 KEPES라고도 부른다. 한국전자공업협동조합과 K. Fairs(케이훼어스)가 주최하고 지식경제부, 중소기업청, 중소기업협동조합중앙회, 대한무역투자진흥공사, 한국부품소재산업진흥원, 중소기업진흥공단, 한국전자산업진흥회, 전자부품연구원, 대한전자공학회가 후원한다.